# Список экорегионов Пакистана
Это список экорегионов Пакистана.
| Экозона            | Биом                                      | Экорегион                                             | Регион |
| Индомалайская зона | Тропические и субтропические хвойные леса | Гималайские субтропические сосновые леса              | Западные Гималаи (Азад Кашмир, северный Пенджаб, северный Хайбер-Пахтунхва)                                         |
| Индомалайская зона | Леса умеренной зоны                       | Западно-Гималайские широколиственные леса             | Западные Гималаи (Азад Кашмир, северный Пенджаб, северный Хайбер-Пахтунхва)                                         |
| Индомалайская зона | Умеренный хвойный лес                     | Западно-Гималайские субальпийские хвойные леса        | Западные Гималаи (Азад Кашмир, северный Пенджаб, северный Хайбер-Пахтунхва)                                         |
| Индомалайская зона | Затопляемые луга и саванны                | Большой Качский Ранн                                  | Восточнее прибрежной зоны Синда                                                                                     |
| Индомалайская зона | Пустыни и засухоустойчивые кустарники     | Пустыня долины Инда                                   | Пенджаб (между реками Чинабом и Индом)                                                                              |
| Индомалайская зона | Пустыни и засухоустойчивые кустарники     | Тар                                                   | Восточнее и юго-восточнее Синда                                                                                     |
| Индомалайская зона | Мангры                                    | Мангровые леса дельты Инда и Арабского моря           | Западнее прибрежной зоны Синда                                                                                      |
| Палеарктика        | Умеренный хвойный лес                     | Восточно-Афганские горные хвойные леса                | Область Гиндукуша и Сулеймановых гор (северный Белуджистан, Зона племён, западный Пенджаб и южный Хайбер-Пахтунхва) |
| Палеарктика        | Альпийские луга                           | Альпийская степь Каракорум-Западного Тибетского плато | Северные Гималаи (Гилгит-Балтистан)                                                                                 |
| Палеарктика        | Альпийские луга                           | Лесостепи гор Kuhrud-Kohbanan                         | Западный Белуджистан                                                                                                |
| Палеарктика        | Альпийские луга                           | Альпийские луга и кустарники Северо-западных Гималаев | Западные Гималаи (Азад Кашмир, северный Пенджаб, северный Хайбер-Пахтунхва)                                         |
| Палеарктика        | Альпийские луга                           | Горные степи и луга Тянь-Шаня                         | Область Гиндукуша и Сулеймановых гор (северный Белуджистан, Зона племён, западный Пенджаб и южный Хайбер-Пахтунхва) |
| Палеарктика        | Пустыни и засухоустойчивые кустарники     | Редколесья Белуджистана                               | Засушливые пустыни Белуджистана                                                                                     |
| Палеарктика        | Пустыни и засухоустойчивые кустарники     | Пустыни Реджистана-Северного Пакистана                | Песчаные пустыни Белуджистана                                                                                       |